# Carlos Ruiz Gutiérrez
Carlos Humberto Ruiz Gutiérrez, conocido como el Pescadito (Ciudad de Guatemala, 15 de septiembre de 1979), es un exfutbolista guatemalteco. Se desempeñaba como delantero ,extremo derecho y es el máximo goleador de la selección de Guatemala. 
Es considerado como el mejor futbolista de Guatemala.junto a Juan Carlos plata  
Es reconocido por ser el máximo anotador en la historia de las eliminatorias mundialistas con 39 goles, cifra que consiguió en su último partido como seleccionado nacional al marcar cinco goles en la victoria de Guatemala 9-3 sobre San Vicente y las Granadinas el 6 de septiembre de 2016, récord que sigue ostentando en la actualidad.

## Trayectoria

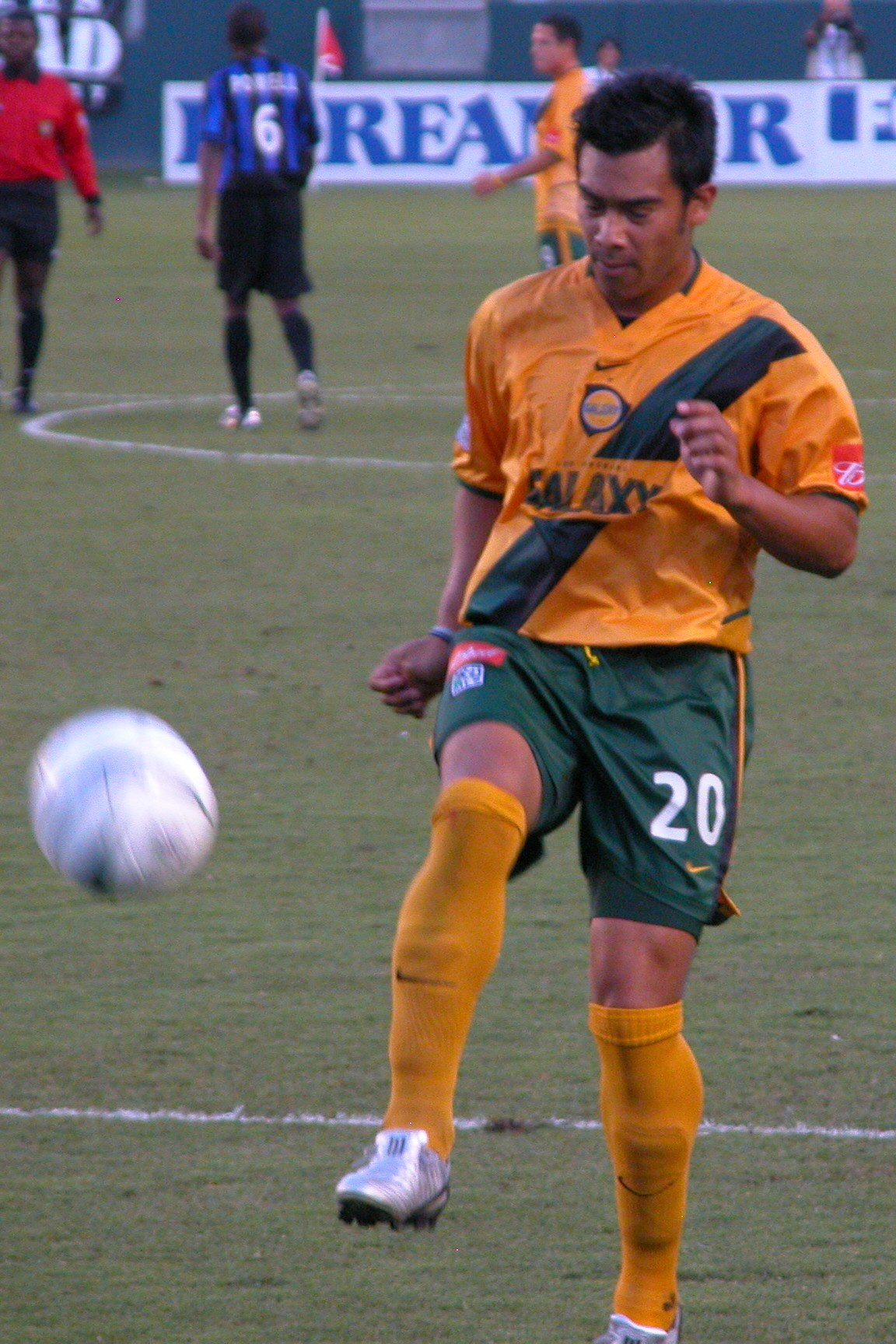
Con un gol suyo Los Ángeles Galaxy obtienen su sexto título de la MLS en el 2002

Carlos Ruiz nació y se crio en la colonia Bellos Horizontes en la zona 21 de la Ciudad de Guatemala, y se le conoce con el sobrenombre de El Pescadito.
Como dato curioso Carlos Ruiz siempre ha preferido utilizar el #20 en la camisola en los equipos que ha jugado, a excepción del Toronto FC donde portó la #25, el Club Olimpia en que vistió la #29, el Aris FC en que utilizó la camisola #11 y la Selección de Guatemala en la que por cuestiones de cambio de imagen vistió la #9.

### CSD Municipal
Inició su carrera deportiva en las categorías juveniles de CSD Municipal, donde jugó de 1991 a 1995. Debutó profesionalmente en el mismo club en 1995 en un encuentro donde CSD Municipal enfrentó al Xelajú Mario Camposeco, y anotó su primer gol como profesional al equipo Azucareros en el año 1996 disputando la Copa Gallo. Permaneció en CSD Municipal hasta mediados de 2002, y con dicho club ganó el Torneo Clausura 2000, el Torneo Apertura 2001, el Torneo Clausura 2002 y la Copa Interclubes de la Uncaf en el 2001.
Con CSD Municipal anotó 25 goles.
Estuvo durante un breve período en el PAS Giannina de Grecia en el año 2000.
Compartió equipo con el mismo guatemalteco, Guillermo "el pando" Ramírez, jugador ya retirado de las canchas de fútbol.

### Primer año en la MLS y el LA Galaxy
En el año 2002, Carlos Ruiz fue contratado por Los Ángeles Galaxy. Con este equipo llegó a conseguir sus mayores logros. En ese mismo año, Ruiz jugó 26 partidos e impuso un nuevo récord de goles en un torneo con 24 anotaciones (superando al de Eduardo Hurtado, en 1996). El jugador mantuvo ese récord hasta la temporada 2012 de la MLS, cuando Chris Wondolowski lo superó con 27 anotaciones en una temporada, y fue nombrado jugador del mes en abril y julio y tres veces jugador de la semana por las cadenas televisivas de Estados Unidos. Logró además uno de sus más grandes triunfos como jugador, el primer campeonato de la historia del Los Ángeles Galaxy en el año de 2002.

### FC Dallas
Llegó a FC Dallas en marzo del 2005. Desde que entró a la liga MLS en 2002,
es el máximo anotador en postemporada de su historia, con 16 goles, habiendo anotado 8 en el 2002 manteniendo el récord de más goles anotados en una postemporada.

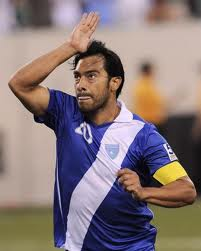
Carlos Ruiz realizando su característica celebración imitando la aleta dorsal de un pez durante un encuentro con la selección de Guatemala.

Jugando para el FC Dallas consiguió llegar a la final de la U.S. Open Cup de 2007, salió campeón de la conferencia Oeste en temporada regular del 2006 y llegó a la final de la conferencia del Oeste, siendo la primera vez que el FC Dallas llegaba a esta instancia.
El 12 de agosto de 2007, Carlos Ruiz consiguió su gol número 100 en la MLS vistiendo la camisola del FC Dallas, con un remate de cabeza en el minuto 80 enfrentando al Columbus Crew; esto generó cierta polémica, porque se sumaron los goles de temporada regular, postemporada, uno más que le hizo a Las Chivas de Guadalajara en el Juego de Estrellas de 2003, dos más que consiguió con el FC Dallas en la SuperLiga Norteamericana, goles que hizo en la Lamar Hunt U.S. Open Cup y en la MLS Supporters' Shield. Por eso Carlos Ruiz es considerado entre los 8 mejores de la historia en la MLS.
Con el FC Dallas también disputó la SuperLiga Norteamericana de 2007 y tuvo una buena actuación donde anotó dos goles; le hizo un gol a su exequipo Los Ángeles Galaxy en un memorable encuentro que terminó 6-5 a favor del Galaxy, y el otro gol se lo anotó al Pachuca de México. Además de eso asistió a Arturo Álvarez para que este anotara un gol contra Las Chivas de Guadalajara de México.
Jugando para el FC Dallas convirtió un gol de "chilena", el cual fue seleccionado como el mejor gol de la década en la MLS, de entre los más de 5000 que se analizaron. El delantero guatemalteco participó con tres goles junto a otros treinta jugadores, saliendo ganador con el anotado el 28 de mayo de 2005 frente al D.C. United.

### Regreso a LA Galaxy
El 15 de enero de 2008 regresa a Los Ángeles Galaxy en donde compartió equipo junto a los internacionales David Beckham y Landon Donovan, en un juego amistoso contra el Shanghái Shenhua Ruiz anotó 3 goles, recibiendo una asistencia de David Beckham.
Cabe mencionar que en una declaración de David Beckham, este dice admirar a Carlos Ruíz añadiendo: "Si Carlos fuera Europeo, inmediatamente lo reconocerian como un crack mundial de gran valor".
El 29 de marzo de 2008 en la jornada inaugural de la MLS recibió una fuerte patada del jugador Ciaran O'Brien del Colorado Rapids, y, debido a eso, Carlos Ruiz fue intervenido quirúrgicamente de la rodilla derecha. Todo ello motivó que el jugador se perdiese gran parte de la temporada, anotando solo un gol oficial y jugando en total 10 partidos.

### Toronto FC
El 21 de agosto de 2008 es traspasado al Toronto FC donde debido a una lesión no tuvo un buen rendimiento.

### Olimpia de Paraguay
El 30 de enero de 2009 fue adquirido por el Club Olimpia de Paraguay, donde recuperó su nivel de juego, destacando su participación en el equipo de Paraguay.
El primer gol con el club Olimpia lo anotó el 27 de enero de 2009 al Sol de América
En el torneo Apertura Carlos Ruiz marcó el gol de la apertura en el clásico de Paraguay frente al Cerro Porteño con lo que el Club Olimpia terminó ganando 2-0. En el mismo torneo Apertura se convirtió en el goleador del equipo, consiguiendo un hat-trick el 23 de mayo ante Rubio Ñu, para totalizar 10 tantos, quedando en el tercer lugar de máximos goleadores en la liga de fútbol de Paraguay. A esto también se le sumaba la participación del ya veterano Carlos Figueroa, compartiendo camerino con "el fish". 
El 29 de junio, al cumplir su contrato (expiraba el día siguiente) Carlos Ruiz anunció entre lágrimas su despedida de la institución por un motivo familiar, descartando el económico. El Pescadito manifestó en más de una ocasión su satisfacción por el trato recibido por parte de la afición franjeada, así como su lamento por no poder continuar y la garantía de que no olvidará lo vivido durante su estadía en el país. "Nada se va a comparar con los cinco meses que pasé en Olimpia", confesó emocionado el guatemalteco.

### Puebla de México
El 30 de junio de 2009 fue contratado por el Puebla de México.
El 25 de julio de 2009 en la jornada 1 del Torneo Apertura 2009 de México anotó su primer gol oficial en el Puebla, en el encuentro disputado contra Tigres. En ese mismo torneo con el Puebla logró convertirse en el goleador del equipo, consiguiendo 5 goles en 17 encuentros disputados, anotando también un doblete frente al Santos Laguna.
A principios de 2010 jugó el InterLiga 2010 donde le anotó 2 goles a Tigres de México, en el estadio Pizza Hut Park, el cual había sido antes su casa y donde anotó muchos goles con el FC Dallas.
En 2010 jugó el torneo Torneo Bicentenario donde anotó 4 goles, y el 11 de abril de 2010 le marcó un gol a Indios, que después fue considerado como uno de los mejores del torneo.
El 10 de julio de 2010 Carlos Ruiz renunció al Puebla por tener una buena oferta del Aris FC de Grecia.

### Aris FC
El 13 de julio de 2010 se anunció la vinculación de Carlos Ruiz al Aris FC de la Super League Greece.
Su primer gol oficial con el Aris FC lo consiguió el 17 de agosto de 2010, frente al Austria de Viena, en la fase previa de la UEFA Europa League 2010-11, y en el juego de vuelta contra el Austria de Viena anotó otro gol con lo que clasificó al Aris FC a la fase de grupos de la UEFA Europa League 2010-11.
Ya en la fase de Grupos al Aris FC le tocó disputar el Grupo B, donde tendría que medirse al Atlético de Madrid (actual Campeón de la UEFA Europa League), Bayer Leverkusen y al Rosenborg BK.
El 16 de septiembre de 2010 dio la asistencia a Javito para que este anotara el gol con el que el Aris FC derrotaría al Atlético de Madrid en Grecia. En la segunda jornada de la UEFA Europa League 2010-11, frente al Rosenborg BK, Ruiz anotaría el gol del empate parcial para los griegos, los cuales acabaron abajo en el marcador, con esto Carlos Ruiz se convirtió en el primer guatemalteco en disputar una competición europea y anotar goles.
Por la Super League Greece jugó 16 encuentros, anotando un gol contra el AO Kavala.
El 10 de febrero de 2011, el Aris FC anunció en su página que por mutuo acuerdo habían puesto fin al contrato de dos años que el delantero guatemalteco tenía con la institución, terminando así Carlos Ruiz su aventura en el fútbol de Grecia, en el cual tuvo un aceptable rendimiento, especialmente en la UEFA Europa League, donde anotó 3 goles en 8 juegos disputados, incluyendo los dos goles que le hizo al Austria de Viena con los que el Aris FC clasificó a la fase de grupos de la UEFA Europa League. Ruiz también participó en los juegos que el Aris FC disputó por la fase de grupos de la UEFA Europa League en el grupo B, enfrentando a equipos como el Bayer Leverkusen, Rosenborg BK y el Atlético de Madrid y convirtiendo un gol contra el Rosenborg BK. En el juego disputado en Noruega, Carlos Ruiz participó en el partido histórico para el Aris FC disputado contra el Atlético de Madrid en tierras españolas. Ahí, el equipo griego le terminó ganando al cuadro español 2-3, logrando así el Aris FC la primera victoria de un equipo griego en tierras españolas en una competición Europea.

### Philadelphia Union
El 22 de febrero de 2011 la MLS anunció en su página web la incorporación oficial de Carlos Ruiz con el Philadelphia Union. El debut oficial de Carlos Ruiz fue el 19 de marzo de 2011, en el juego en que el Philadelphia Union derrotó al Houston Dynamo 1 a 0, y en el que Carlos Ruiz participó 85 minutos.
El primer gol oficial de Carlos Ruiz con el Philadelphia Union lo anotó el 26 de marzo de 2011 en el juego que su equipo ganó al Vancouver Whitecaps con el gol del Pescadito. El 6 de abril de 2011 marcó un gol contra el D.C. United disputando la U.S. Open Cup 2011, y el 21 de mayo de 2011 anotó otro gol al Chicago Fire en el minuto 75, el cual fue nombrado gol de la semana por la MLS en la jornada #10 y con ese gol el Philadelphia Union ganó 2-1,. Ruiz también obtuvo ese mismo reconocimiento en la jornada #18. Gracias a su rendimiento ha sido nombrado jugador latino en las jornadas 10, 15, 16 y 18 de la MLS en el 2011.
El 29 de julio de 2011 el entrenador Piotr Nowak anunció la salida de Carlos Ruiz del equipo de Philadelphia Union. El último juego de Carlos con el Union fue un partido amistoso contra el Real Madrid que el Union perdió 1-2.

### Tiburones Rojos de Veracruz
El 2 de agosto de 2011 se anunció la contratación del Pescadito. El jugador guatemalteco fichó por dos años, con una cláusula que indicaba que si el equipo ascendiese el contrato se extendería a 3. Por primera vez, el Pescadito jugó en un equipo de ascenso, en el que debutó el 6 de agosto de 2011.
Se estrenó como goleador el 20 de agosto de 2011 en el juego que los Tiburones Rojos de Veracruz le ganaron 1-0 al Correcaminos. Carlos Ruiz terminó como goleador de los Tiburones Rojos de Veracruz en el Torneo Apertura 2011 Liga de Ascenso, con 6 goles anotados en 12 juegos disputados.
Carlos Ruiz arrancó su segundo torneo con los Tiburones Rojos de Veracruz el 7 de enero de 2012 anotando un gol en el inicio del Torneo Clausura 2012 Liga de Ascenso que permitió la victoria de su equipo 1-0 sobre los Pumas Morelos. Ese torneo lo arrancó con buena racha goleadora ya que anotó 3 goles en igual cantidad de juegos.

### Retorna a Guatemala
El 31 de enero de 2013 se anunció el regreso de Carlos Ruiz a CSD Municipal después de más de 11 años jugando fuera de Guatemala. Sin embargo las negociaciones se vieron opacadas por el equipo de los tiburones del Veracruz, y el 20 de febrero del mismo año se dio la noticia de que Ruiz había firmado un contrato por un año con el club de la capital norteamericana, el D.C. United. En 2014 Ruiz finalmente retorna a Municipal de Guatemala tras muchos años de no jugar en su país. El acuerdo por su contrato se firma por 18 meses.
El 25 de mayo de 2016 se anuncia oficialmente que Carlos Ruiz no continuara con "los rojos".

### Regresa a Fc Dallas
El 15 de septiembre de 2016 el club estadounidense da a conocer el regreso del pescadito a sus filas

## Selección nacional
Participó en 111 partidos internacionales, anotó 68 goles y debutó con la selección de fútbol de Guatemala el 18 de noviembre de 1998, marcando su primer gol en el seno de la misma el 19 de marzo de 1999 en un juego contra la selección de fútbol de El Salvador en el marco de la disputa de la Copa de Naciones de la UNCAF. 
En 2000 fue convocado por la selección de fútbol sala de Guatemala para disputar la Copa Mundial.
El 14 de junio de 2008 rompió el récord de Juan Carlos Plata como el máximo anotador de su selección al anotar 4 de los 6 goles con los que su selección venció a la selección de fútbol de Santa Lucía.
Ha hecho goles importantes para su selección, como el anotado a Honduras el 13 de octubre de 2004, que le sirvió a la Selección de Guatemala para entrar a la Hexagonal Final rumbo al Mundial 2006 en Alemania. El 12 de octubre de 2005 anotó un gol en Costa Rica que después fue considerado como el mejor de la eliminatoria de la Concacaf, aunque es la costarricense la selección que más goles ha recibido de Carlos Ruiz (ocho en total).
El 3 de febrero de 2009 Carlos Ruiz en una entrevista expuso que no tiene intención de volver a vestir la camisola de la selección sobre la base de las diferencias que había mantenido con algunos dirigentes de la Federación Nacional de Fútbol de Guatemala. Por eso él ha dicho que su retiro de la selección es irrevocable, habiendo jugado su último partido frente a la selección de fútbol de Cuba el 15 de octubre de 2008.
En enero de 2011 se rumoreó que Carlos Ruiz volvería a la selección de la mano del actual director técnico, Ever Hugo Almeida, el mismo que también lo dirigió en Municipal de Guatemala y el Olímpia de Paraguay. El motivo de regresar a la selección fue el de disputar la Copa Centroamericana, que se jugó en Panamá en enero de 2011
El regreso oficial de Carlos Ruiz a la selección de Guatemala fue el 16 de enero de 2011 en un juego por la Copa Centroamericana, enfrentando a la selección de Costa Rica. Tras su regreso a la selección de Guatemala, anotó su primer gol en tres años el 28 de marzo de 2011 enfrentando a la selección boliviana.
Carlos Ruiz es el segundo futbolista guatemalteco en haber vestido en más ocasiones la camisola de la selección de Guatemala con 104 participaciones.
Ruiz había anunciado tiempo atrás que la eliminatoria a Brasil 2014 sería la última participación con la selección de Guatemala, por lo que el 16 de octubre de 2012 jugó y anotó en su último partido, contra la selección de los Estados Unidos, tras lo cual se consideró su retiro de la selección de Guatemala. Por sus acciones en el campo de juego, Ruiz se desempeñó también como capitán en la mayoría de juegos durante su estancia en la misma.
El 7 de agosto de 2014, Carlos Ruiz anuncia su segundo retorno a la selección de Guatemala, para participar en varios partidos amistosos y en la Copa Centroamericana 2014.

### Goles internacionales
Carlos Ruiz posee el récord de máximo anotador de la selección de fútbol de Guatemala con 68 goles anotados en 133 juegos disputados. El día 6 de septiembre de 2016 rompió el récord mundial de más anotaciones en eliminatorias a la copa mundial de fútbol de FIFA, récord el cual poseía anteriormente el iraní Ali Daei al anotar 5 goles contra la selección de San Vicente y las Granadinas en partido válido para la clasificación de la Copa Mundial de Fútbol de 2018.

### Resumen de goles con la selección de Guatemala
- Clasificación para la Copa Mundial de Fútbol: 39 goles

- Amistosos: 15 goles

- Copa de Oro: 8 goles

- Copa Centroamericana: 6 goles

- Total: 68 goles

Sus últimos goles con la selección nacional fue en un partido de eliminatoria contra San Vicente y las Granadinas, actualmente tiene 68 goles en su cuenta goleadora con la selección nacional.

## Clubes
| Club                    | País           | Año                           | PJ  | Goles |
| ----------------------- | -------------- | ----------------------------- | --- | ----- |
| CSD Municipal           | Guatemala      | 1995-2002                     | 143 | 25    |
| PAS Giannina            | Grecia         | 2000-2001                     | 7   | 0     |
| *Los Ángeles Galaxy     | Estados Unidos | 2002-2005                     | 101 | 68    |
| **FC Dallas             | Estados Unidos | 2005-2008                     | 88  | 41    |
| Los Ángeles Galaxy      | Estados Unidos | 2008                          | 10  | 1     |
| Toronto FC              | Canadá         | 2008                          | 5   | 0     |
| Olimpia                 | Paraguay       | 2009                          | 21  | 10    |
| ***Puebla               | México         | 2009-2010                     | 37  | 11    |
| ****Aris Salónica       | Grecia         | 2010-2011                     | 25  | 4     |
| *****Philadelphia Union | Estados Unidos | 2011-2011                     | 14  | 6     |
| Veracruz                | México         | 2011-2012                     | 23  | 10    |
| D.C. United             | Estados Unidos | 2013                          | 14  | 0     |
| CSD Municipal           | Guatemala      | 2014-2016                     | 93  | 50    |
| FC Dallas               | Estados Unidos | 2016                          | 4   | 1     |
| Selección               | Guatemala      | 1998-2009/2011-2012/2014-2016 | 133 | 68    |

Datos Actualizados hasta el 31 de enero de 2013
- * Se incluyen juegos y goles de Postemporada y Lamar Hunt U.S. Open Cup 2002, 2003 y 2004

- ** Se incluyen juegos y goles de Postemporada, de SuperLiga Norteamericana y de Lamar Hunt U.S. Open Cup 2005, 2006 y 2007

- *** Se incluyen juegos y goles en InterLiga 2010

- **** Se incluyen juegos y goles en rondas previas de la UEFA Europa League 2010-11

- ***** Se incluyen juegos y goles de la Lamar Hunt U.S. Open Cup 2011

## Palmarés

### Torneos locales
| Título                   | Club               | País           | Año  |
| ------------------------ | ------------------ | -------------- | ---- |
| Liga Nacional de Fútbol  | CSD Municipal      | Guatemala      | 2000 |
| Liga Nacional de Fútbol  | CSD Municipal      | Guatemala      | 2001 |
| Liga Nacional de Fútbol  | CSD Municipal      | Guatemala      | 2002 |
| MLS Supporters' Shield   | Los Ángeles Galaxy | Estados Unidos | 2002 |
| MLS Cup                  | Los Ángeles Galaxy | Estados Unidos | 2002 |
| Lamar Hunt U.S. Open Cup | D.C. United        | Estados Unidos | 2013 |
| MLS Supporters' Shield   | FC Dallas          | Estados Unidos | 2016 |

### Torneos internacionales
| Título                       | Club          | Sede     | Año  |
| ---------------------------- | ------------- | -------- | ---- |
| Copa Interclubes de la UNCAF | CSD Municipal | San José | 2001 |

### Distinciones individuales
- Premio al gol de año en Major League Soccer Philadelphia Union 2011
- Jugador Más Valioso (MVP) 2002
- Bota de Oro de la Major League Soccer 2002 (24 goles)
- Bota de Oro de la Major League Soccer 2003 (15 goles)
- Juego de Estrellas MVP 2003
- Máximo goleador histórico de la Selección de Guatemala. (68 goles internacionales)
- Máximo goleador de eliminatorias con 39 tantos

| Predecesor: Alex Pineda Chacón | Jugador Más Valioso de la Major League Soccer 2002 | Sucesor: Predrag Radosavljević |